# A Moça que Namorou com o Bode
A moça que namorou com o bode é um romance gráfico do quadrinista Klévisson Viana (com arte-final de Marivaldo Lima) publicado em 2003 em coedição das editoras Tupynanquim, Coqueiro e CLUQ. O livro é adaptação de um cordel do cearense Arievaldo Viana, irmão de Klévisson, e conta a história de Chiquinha, filha donzela de um homem muito bravo, que não deixa nenhum homem se aproximar dela. Um dia, tomando banho em um riacho, um bode se transforma por magia em um rapaz e os dois fazem amor. Depois, ela passa a ter um problema: precisa convencer a família que o filho que está esperando é um bode. A HQ mantém as rimas do cordel original. o álbum teve um prefácio do casal Sônia e Joseph Luyten (1941-2006), Sônia é conhecida como uma pesquisadora sobre histórias em quadrinhos, enquanto Joseph se dedicava a estudar os cordéis. A obra ganhou o Troféu HQ Mix de 2004 como "melhor edição especial nacional".